# San-Giuseppe-Jato-Familie

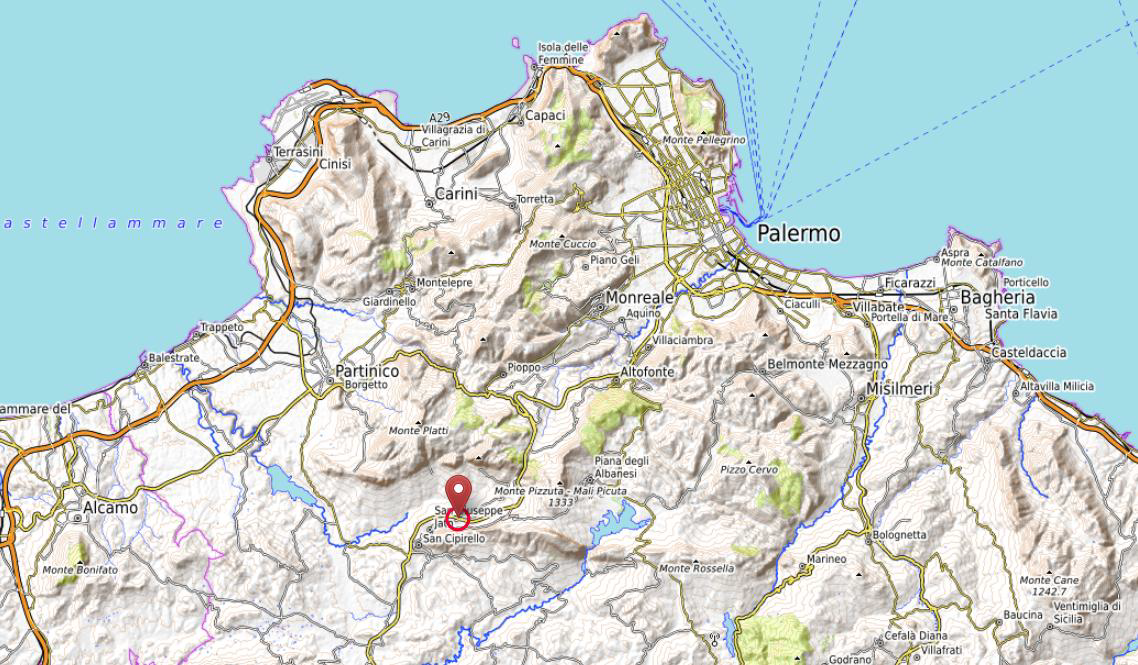
Umgebungskarte des Einflussgebietes der Familie aus San Giuseppe Jato

Die San-Giuseppe-Jato-Familie oder Brusca-Familie ist ein Mafiaclan der sizilianischen Cosa Nostra, der seit den 1950er Jahren aktiv ist. Der Clan war ursprünglich in der Gemeinde San Giuseppe Jato, einem Nachbarort von Corleone, ansässig und hatte sich bis in die Orte Piana degli Albanesi, Altofonte und Monreale ausgedehnt. Sie war mit den Clans der Greco, Cuntrera-Caruana-Familie, Corleonesi, Cinisi und der Mazzarella verbündet und überwiegend in den Geschäftsfeldern Drogenhandel, Wuchergeschäfte, Korruption, Glücksspiel, Waffenhandel, illegale Abfallwirtschaft und Auftragsmord aktiv.
Seit den 1980er Jahren galt sie auch als eine Art Satellitenfamilie der Corleonesi, da ihr hochrangiges Mitglied Baldassare Di Maggio, der später als Pentito aussagte, auch der Fahrer von Totò Riina war. Sie bildete einst eine starke Verbindung im Heroinhandel aus dem Mittelmeer-Raum über Brasilien bis in die Vereinigten Staaten. Ihre Macht wurde im Jahr 2010 erheblich reduziert. Die Familie aus San Giuseppe Jato hat jedoch nach wie vor ein Sitz in der Provinzkommission („Commissione Provinciale“) und ist auf lokaler Ebene noch immer einflussreich. Sie verfügte etwa über 80 „Uomini d’Onore – Ehrenmänner“, wobei nach den verstärkten Polizeioperationen gegen die Cosa Nostra in den letzten Jahren zahlreiche Mitglieder inhaftiert wurden.

## Geschichte

### Ursprünge
Die Familie von San Giuseppe Jato ist eine der jüngsten in der sizilianischen Cosa Nostra. Sie wurde 1957 als Provinzkommission von Antonio „Il Furbo“ Salamone und seiner rechten Hand Bernardo Brusca gegründet, um die Kontrolle im gesamten Jato-Tal, inklusive der Piana dei Greci, zu erlangen. Sie beschränkten sich am Anfang hauptsächlich auf die Schutzgelderpressung („Pizzo“) und dehnten dies auf Zigarettenschmuggel und Drogenhandel mit den USA aus.
1962 brach in Palermo und Umland der Erste Mafiakrieg zwischen den Verbündeten von Salvatore „Ciaschiteddu“ Greco und Angelo La Barbera aus. Salamone war mit Girolama Greco, der Schwester von Salvatore „L’Ingegnere“ Greco, dem Cousin von „Ciaschiteddu“, verheiratet und hatte somit automatisch Verbindungen zur
Greco-Familie. Andere Mitglieder seiner Cosca unterstützten stattdessen La Barbera. Das Massaker von Ciaculli im Jahr 1963 führte zu einem härteren Vorgehen der italienischen Polizei. Infolgedessen wurden viele Mafiosi inhaftiert oder flohen ins Ausland, um entweder Vergeltung durch rivalisierende Familien oder strafrechtlicher Verfolgung zu entkommen. Darunter auch Salomone, der 1963 nach São Paulo auswanderte. „Il Furbo“ regierte bis 1970 seine Familie aus Übersee, als er die brasilianische Staatsbürgerschaft erwarb und das Kommando über die Organisation an Bernardo Brusca abgab. In Brasilien knüpfte er Kontakte zum Bicheiro (bras. Glückspiel) Castor de Andrade. In dieser Zeit florierte der Heroinhandel in die USA.

### Ära der Brusca
Salamones Erbe, Bernardo Brusca, verbündete sich mit Luciano Leggio, der fortan die Familie von San Giuseppe Jato als seinen Zweig im Jato-Tal betrachtete. Seine Macht konnte er bis zum Jahr 1986 ausdehnen, bis es zu Verhaftungen und dem Maxi-Prozess kam.
Designierte Nachfolger sollte zunächst sein Sohn Giovanni Brusca werden, doch am Ende wurde es Baldassare Di Maggio, der Fahrer Riinas. Als er 1989 aus dem Gefängnis entlassen wurde, wurde er dauerhaft durch Giovanni Brusca ersetzt. Brusca genoss sowohl Charisma in der Leitung seiner Familie als auch eine besondere Neigung zur Gewalt, die er im Zweiten Mafiakrieg (1981–1983) durch Anstiftung zum Mord an zahlreichen Mitgliedern rivalisierender Clans als auch an Organen der staatlichen Polizei und Justiz. Er war sogar an den Bombenanschlägen der Jahre 1992 bis 1993 beteiligt. Darunter fiel 1992 das Attentat auf Richter Giovanni Falcone. Giovanni Brusca war sogar stolz auf seine Taten und sagte aus, dass er beim Auflösen der Leichname in Säure niemals Handschuhe getragen hatte.
Eine besonders brutale Episode war der Mord an dem 11-jährigen Giuseppe Di Matteo, Sohn von Santino „Santo“ Di Matteo, einem reuigen und ehemaligen Auftragsmörder der Mafia. Dieser Mord löste große öffentliche Empörung aus, die 1996 zur Verhaftung und Verurteilung von Brusca und einem der Entführer, Gaspare Spatuzza, führte. Während des Prozesses gegen Brusca hatte Santo Di Matteo damit gedroht, Giovanni Brusca aus Rache dafür zu enthaupten.
Nach dem Tod seines Vaters im Jahr 2000, fing Giovanni Brusca an, mit der Justiz zu kooperieren. Brusca wurde zu fast 20 Jahren Gefängnis verurteilt, obwohl er gestand, mehr als 100 Morde begangen zu haben. Als Insasse des römischen Gefängnis von Rebibbia erhielt dank einer Entscheidung der Gerichtsbehörde eine Prämiengenehmigung für gutes Benehmen, so dass er das Gefängnis alle 45 Tage verlassen konnte und seine Familie an einem geschützten Ort besuchen konnte.
Insbesondere unter den Familien seiner Opfer löste der Freigang scharfe Kontroversen in der öffentlichen Meinung aus. Bald verlor Brusca diese Vergünstigungen und durfte nur ein Mobiltelefon nutzen, was ein offener Verstoß gegen die Regeln der Gefängnisleitung darstellte.

### Aktueller Status der 2010er Jahre
Mit den Aussagen von Giovanni Brusca und Baldasarre Di Maggio konnten viele Bosse der sizilianischen Mafia angeklagt werden. Darunter auch viele Mitglieder der Familie von San Giuseppe Jato, von denen viele langfristig bis lebenslange Freiheitsstrafe verbüßen müssen. Darüber hinaus hat sich ihr damaliges Einflussgebiet stark verringert, und selbst auf krimineller Ebene bleibt es hauptsächlich an kleineren Gewinnen aus Erpressungen.
Infolge der großen „Mattanza“, des großen Zweiten Mafiakrieges, wurden an die 1000 Menschen getötet, viele davon durch die „Lupara Bianca“ und ihre Leichname wurden nicht mehr gefunden. Die „Viddani“ (sizilianisch „Bauern“) unter Totò Riina hatten in einer beispiellosen „Blutorgie“ der Jahre 1981 bis 1983 Palermo erobert und sämtliche Gegner und ihre Familien, wie Stefano Bontade, „Totuccio“, Pietro und Antonio Inzerillo und viele mehr, ausgelöscht. Als Folge davon, wurden die Überlebenden des Inzerillo-Clans, aus ihrer historische Hochburg im Viertel Passo di Rigano, von der Provinzkommission der Cosa Nostra verboten und mussten unter der Protektion der Gambino-Familie Zuflucht in den Vereinigten Staaten suchen.
Erst dank der Vermittlung des Capomafia Salvatore Lo Piccolo, Stellvertreter von Bernardo Provenzano, gelang es einigen Überlebenden der Palermitaner Familien, den Drogenhandel wieder aufzunehmen. Treu dem Diktat von Salvatore Riina war Antonino Rotolo strikt dagegen, dass Teile der Inzerillo-Familie (Francesco „Franco 'u truttaturi“ und Tommaso Inzerillo) wieder nach Sizilien zurückkehren durften, was zu Spannungen führte. Rotolo soll gesagt haben, „wenn sie nach Italien kommen, dann werden wir sie alle töten.“

## Bedeutende Angehörige der San Giuseppe Jato-Familie -Familie
- Antonio „Il Furbo“ Salamone
- Baldassare Di Maggio (* 19. November 1954 in San Giuseppe Jato)
- Francesco Di Carlo (* 18. Februar 1941 in Altofonte; 1982 vertrieben)
- Giovanni Brusca (* 20. Februar 1957 San Giuseppe Jato)